# Excello Records
Excello Records — американський лейбл звукозапису. Заснований у 1952 році Ерні Янгом в Нашвіллі (Теннессі) як дочірній госпел-лейблу Nashboro Records. Лейбл орієнтувався на випуск музики у жанрі блюз. Першим продюсером лейблу був Джей Міллер.
На лейблі Excello записувалися такі виконавці, як Луїс Брукс, Лайтнін Слім, Слім Гарпо, Чарльз Шеффілд, Роско Шелтон, Лейзі Лестер, the Kelly Brothers, Лоунсом Сандаун, Мартін Лютер Кінг, Сілас Хоган, Артур Гантер, Керол Фран, Блу Чарлі, Воррен Сторм, Роберт Гарретт, Джиммі Докінс, Clarence Samuels & his Blazers, Теббі Томас і Maceo & The King's Men.
У 1965 році записана на лейблі пісня «Baby Scratch My Back» Сліма Гарпо стала найбільшим хітом і посіла 1-е місце в хіт-параді R&B Singles (США) журналу Billboard. У 1997 році пісня «Baby Scratch My Back» в оригінальному виконанні Сліма Гарпо (1965, Excello) була включена до Зали слави блюзу. Пісня «I'm a King Bee», записана Гарпо у 1957 році, була включена Зали слави блюзу і Зали слави премії «Греммі».